# Hodoníni járás

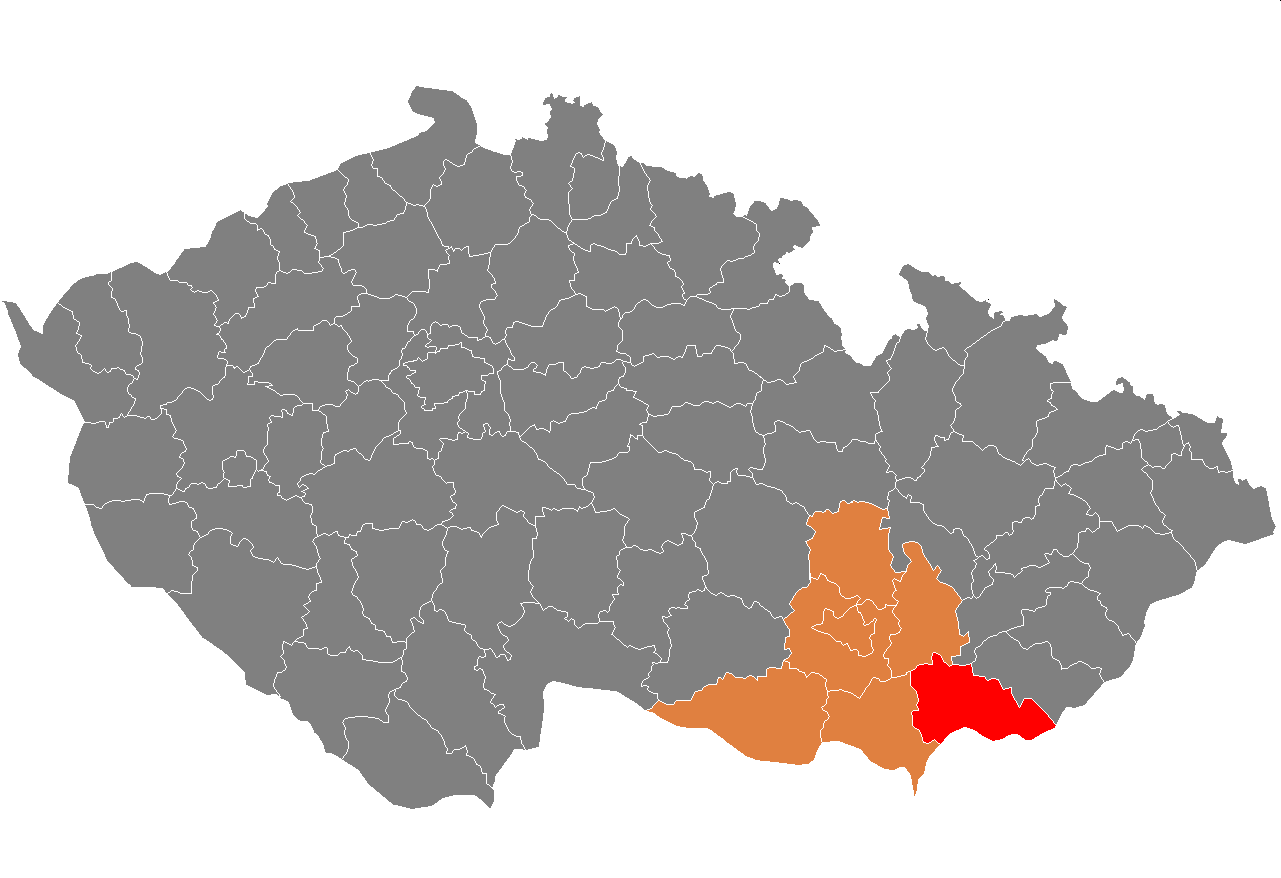
A Hodoníni járás

A Hodoníni járás (csehül: Okres Hodonín) közigazgatási egység Csehország Dél-morvaországi kerületében. Székhelye Hodonín. Lakosainak száma 158 839 fő (2009). Területe 1099,13 km².

## Városai és községei
A városok félkövér betűkkel szerepelnek a felsorolásban.
Archlebov •
Blatnice pod Svatým Antonínkem •
Blatnička •
Bukovany •
Bzenec •
Čejč •
Čejkovice •
Čeložnice •
Dambořice •
Dolní Bojanovice •
Domanín •
Dražůvky •
Dubňany •
Hodonín •
Hovorany •
Hroznová Lhota •
Hrubá Vrbka •
Hýsly •
Javorník •
Ježov •
Josefov •
Karlín •
Kelčany •
Kněždub •
Kostelec •
Kozojídky •
Kuželov •
Kyjov •
Labuty •
Lipov •
Louka •
Lovčice •
Lužice •
Malá Vrbka •
Mikulčice •
Milotice •
Moravany •
Moravský Písek •
Mouchnice •
Mutěnice •
Násedlovice •
Nechvalín •
Nenkovice •
Nová Lhota •
Nový Poddvorov •
Ostrovánky •
Petrov •
Prušánky •
Radějov •
Ratíškovice •
Rohatec •
Šardice •
Skalka •
Skoronice •
Sobůlky •
Starý Poddvorov •
Stavěšice •
Strážnice •
Strážovice •
Suchov •
Sudoměřice •
Svatobořice-Mistřín •
Syrovín •
Tasov •
Těmice •
Terezín •
Tvarožná Lhota •
Uhřice •
Vacenovice •
Velká nad Veličkou •
Veselí nad Moravou •
Věteřov •
Vlkoš •
Vnorovy •
Vracov •
Vřesovice •
Žádovice •
Žarošice •
Ždánice •
Želetice •
Žeravice •
Žeraviny

## Fordítás
- Ez a szócikk részben vagy egészben  a   Hodonín District című angol Wikipédia-szócikk ezen változatának fordításán alapul.  Az eredeti cikk szerkesztőit annak laptörténete sorolja fel. Ez a jelzés csupán a megfogalmazás eredetét és a szerzői jogokat jelzi, nem szolgál a cikkben szereplő információk forrásmegjelöléseként.
- Ez a szócikk részben vagy egészben  az   Okres Hodonín című cseh Wikipédia-szócikk ezen változatának fordításán alapul.  Az eredeti cikk szerkesztőit annak laptörténete sorolja fel. Ez a jelzés csupán a megfogalmazás eredetét és a szerzői jogokat jelzi, nem szolgál a cikkben szereplő információk forrásmegjelöléseként.